# Українське лікарське товариство
Украї́нське лі́карське товари́ство («Руське лікарське товариство») (РЛТ/УЛТ) — професійне товариство лікарів-українців в Західній Україні.

## Історія
|                                                               |  |  |
| Ювілейна монета НБУ присвячена 100-річчю з дня заснування УЛТ |  |  |

Засноване 1910 року у Львові з метою піклування здоров'ям українського населення, оборони професійних інтересів і піднесення знань лікарів. Попередник — лікарська комісія НТШ, утворена 1898 року.
Засновано за ініціятивою д-ра Олександра Козакевича, д-ра Евгена Озаркевича (перший голова УЛТ), д-ра Сильвестра Дрималика, д-ра Мирона Вахнянина, д-ра Івана Бережницького, д-ра Володимира Кобринського, д-ра Маркіяна Долинського, д-ра Володимира Гузара, д-ра Тита-Евгена Бурачинського (серед співзасновників д-р Григорій Гарматій Володимир Янович, д-р Михайло Кос, д-р Лев Воєвідка). З 1910 року почесним президентом УЛТ був академік Іван Горбачевський.
Засновники УЛТ визначили три основні напрямки діяльності: наукову, фахово-організаційну та громадську. Серед діячів товариства були учасники Визвольних Змагань, організатори медичного факультету Українського Таємного Університету у Львові (1920—1925), Народної Лічниці (1903—1944), Українського шпиталю «Народна Лічниця» ім. Митрополита А.Шептицького (став до ладу 1938 року); «Порадні Матерів» (1918—1939); Українського гігієнічного товариства (1928—1938).
Наукову діяльність члени УЛТ здійснювали, зокрема, в лікарській комісії Наукового товариства ім. Т.Шевченка; проводили наукові з'їзди лікарів і природників. За сприяння УЛТ діяла «Медична Громада» (1910—1944) — товариство студентів медиків-українців. Члени УЛТ працювали також у «Рідній Школі» «Просвіті» та інших товариствах. УЛТ видавало науково-популярний часопис «Здоровлє» (1912—1914), журнал «Лікарський вісник» (1920—1939).
1925 року УЛТ нараховувало 205 членів, 1937 — 289 (зокрема, 268 з Галичини).
Першим головою УЛТ був Евген Озаркевич, пізніше довголітніми головами були Т. Бурачинський, Мар'ян Панчишин. До визначних членів належали: О.Козакевич, Іван Горбачевський, Іван Куровець, Максим Музика, Софія Парфанович.
Головами у міжвоєнний період обиралися видатні представники галицької медицини: д-p Іван Куровець, д-p Максим Музика, д-p Олександр Подолинський, д-p Леонтій Максимонько.
З приходом радянської влади 1939 року товариство перестало існувати.
Українське лікарське товариство (УЛТ) у Львові вважає себе чинним спадкоємцем традицій та ідеології УЛТ, яке діяло на теренах Галичини з 1910 по 1939 рік. На сучасному етапі УЛТ як самоврядна громадська організація вважає себе складовою частиною Всеукраїнського лікарського товариства і Світової федерації українських лікарських товариств, діяльність в яких здійснює через своїх повноважних представників, висунутих до екзекутив ВУЛТ і СФУЛТ. УЛТ виражає інтереси лікарів Львівщини.
Установча конференція УЛТ відбулася 28 квітня 1990 року в актовому залі Львівського державного медичного інституту (зараз — університету). На конференції були присутні 145 лікарів Львівщини, які стали членами-засновниками товариства. Ініціативна група, до складу якої входили проф. О.Кіцера, д-p Ю.Дашо, д-p P.Іванців, д-p А.Кравець та інші колеги, опрацювала Статут та Програму УЛТ. Першим головою УЛТ після відновлення діяльності обрали д.м.н. професора Олександра Кіцеру, до складу Головної управи увійшли: Ю.Гаврилюк, І.Герило, Є.Дзісь, В.Кімакович, Ю.Коржинський, А.Кравець, І.Лукавецький, О.Рудавська, Д.Сольман, Д.Хома, В.Чума, Д.Юревич, докооптовано О.Іванціва, Д.Феника, Л.Туркевича (1991). Головою Суду лікарської честі обрано д-ра Богдана Надрагу.

### Діяльність Головної управи УЛТ першої каденції
Кіцера Олександр Омелянович народився 24 лютого 1931 року в Луцьку (Волинь). Освіту здобував у школі Сестер Василіянок у Львові, Українській академічній гімназії та школі № 1 м. Львова. 1954 року закінчив лікувальний факультет Львівського державного медичного інституту з однорічною переддипломною спеціалізацією з оториноларингології. Післядипломне навчання проходив у клінічній ординатурі (1958—1960), аспірантурі (1963—1966) та на численних курсах і семінарах. Лікар-отоларинголог вищої кваліфікаційної категорії. Працював отоларингологом в Любашівській та Бібрицькій районних лікарнях (1954—1958) та військовому шпиталі (1960—1963). Від 1966 року працював на кафедрі оториноларингології Львівського державного медичного інституту (зараз — університету) асистентом, доцентом (від 1979 року) і завідувачем кафедри (від 1981 року). Кандидатська дисертація «Роль ендоскопічних методів дослідження в діагностиці злоякісних новотворів дихальних шляхів» захищена 1966 року, докторська — «Діагностика і лікування розладів нюху при деяких хворобах верхніх дихальних шляхів» — 1975 року. Автор 181 наукової праці, серед них — «Ендоскопія дихальних шляхів і стравоходу» (1976), «Практикум з отоларингології» (1981), «Лекції з отоларингології» (1991—1995), «Пропедевтика оториноларингології» (зі співавторами, 1993), «Клінічна оториноларингологія» (1996), в друці знаходиться книга-довідник «Ліки в оториноларингології». Професор О.Кіцера є одним з авторів «Орфографічного словника українських медичних термінів» (1992) та «Українсько-латинсько-англійського медичного тлумачного словника» (1995). Голова Львівського та член Президії Українського наукового товариства оториноларингологів. Ініціатор відродження Українського лікарського товариства у Львові та перший голова відновленого товариства. Нагороджений медаллю імені Митрополита Шептицького. Член Надзірчої Ради Львівської Богословської Академії. Від 1996 року — дійсний член Наукового товариства ім. Т.Шевченка у Львові. Член редакційних колегій низки наукових журналів, зокрема «Acta Medica Leopoliensia», «Central and East European Journal of Oto-Rhino-Laryngology and Head and Neck Surgery». Біографічні довідки вміщені в низці біографічних видань України, США та Великої Британії. Американським Біографічним Інститутом іменований «Людиною року 1997». Від 1985 року керував з українського боку науковою співпрацею з Медичною Академією в Бялостоку (Польща).
Особливі зацікавлення в науковій праці — історія оториноларингології, клінічна термінологія, реконструктивна хірургія носа та приносових пазух, спільні проблеми отоларингології й ендокринології, ольфактологія, фармакотерапія в отоларингології, методика викладання у вищій медичній школі. Окрім професійної праці, займався літературною та перекладацькою творчістю, журналістикою.
Заступники голови — д-p Олександра Рудавська, д-p Аретій Кравець (голова архівної комісії). Протягом усієї каденції проявили себе в суспільній праці члени Управи д-p Дзвінка Хома (кваліфікаційно-кадрова комісія), скарбник УЛТ д-p Ігор Герило, секретар УЛТ д-p Дарія Сольман, голова видавничої комісії д-p Всеволод Чума.
У липні 1990 p. д-p Юрій Дашо і д-p Юрій Гаврилюк завершили роботу по правовій реєстрації УЛТ і з рук голови Львівського обласного виконавчого комітету п. Степана Давимуки отримали зареєстрований Статут УЛТ.
У серпні 1990 p. ініціативна група в складі д-рів О.Рудавської, З.Гельнер та інших членів УЛТ домоглася відкриття меморіальної кімнати проф. Мар'яна Панчишина в будинку, де жив видатний діяч довоєнного УЛТ. Посвята першої експозиції відбулась під час роботи у Львові III Конгресу СФУЛТ, в якому товариство взяло посильну участь.
У січні 1991 p. видавнича комісія УЛТ домоглася відновлення випуску часопису «Народне здоров'я». Редакційну раду очолив голова УЛТ проф. О.Кіцера, до складу редакції увійшли д-ри В.Чума, Я.Шпарик, З.Кравець, А.Олекса, Ю.Гаврилюк, В.Любінець. Річна звітна конференція УЛТ 1991 p. кооптувала до складу Головної Управи д-ра Леоніда Туркевича та д-ра Юрія Копилюка. До засідань Управи часто приєднувався проф. М.Лоба. Товариство налагодило листові зв'язки зі СФУЛТ, УЛТ Австралії, лікарями-українцями з інших країн.
У червні 1990 p. делегація УЛТ (проф. О.Кіцера, колеги А. Кравець, Б. Николайчук, Ю. Гаврилюк, Д. Хома, І. Бловацька, Д. Гельнер, І. Созанська, Д. Сольман взяли участь в установчій конференції Всеукраїнського лікарського товариства (ВУЛТ), президентом якої обрали випускника Львівського медінституту проф. Любомира Пирога.
Протягом каденції були організовані виїзди на стажування і відпочинок дітей членів УЛТ в Австрію, візит голови УЛТ у Сполучені Штати Америки. До першої справи спричинився проф. Борис Білинський — референт до справ Заходу. Товариство збільшувалося за рахунок вступу нових членів. Делегація УЛТ в травні 1991 p. взяла участь в I конференції ЄКУЛТ (Івано-Франківськ) і в серпні 1992 p. в IV Конгресі СФУЛТ (Харків). У місці розташування шпиталю УПА (Сколівський p-н, Урочище Зелемінь) відкрито і посвячено пам'ятник роботи скульптора Остапа Ребмана. Розпочав діяльність лікарський клуб ім. Ю. Липи. Головою клубу номіновано д-ра Рогніду Сендецьку. 13 січня 1992 p. відновлено щорічний лікарський «Маланчин» бал, який відтоді став традиційним.

### Діяльність Управи другої каденції 1992—1994 pp.
На звітно-виборній конференції УЛТ, яка відбулася у листопаді 1992 p., за підсумками таємного голосування головою обрали д-ра Леоніда Туркевича. До складу Управи ввійшли: Я. Возниця, Ю. Гаврилюк, Д. Гельнер, І. Герило, О. Іванців, Б. Ковалів, Ю. Копилюк, А. Кравець, М. Лоба, Л. Миколишин, P. Сендецька, Д. Сольман, Д. Хома, В. Чума. Туркевич Леонід Михайлович — голова УЛТ у Львові каденції 1992—1994 p.p.
Туркевич Леонід Михайлович народився 4 вересня 1941 року в м. Луцьку в сім'ї службовця. Дитячі роки пройшли в родинному місті Турка Львівської області. З 1948 по 1958 p.p. навчався у Львівській середній школі № 49. 1964 року закінчив лікувальний факультет Львівського державного медичного інституту. Після отримання диплому лікаря був зарахований в кадри Збройних Сил СРСР. Службу проходив у різних військових округах та групах військ. У 1974 p. закінчив факультет керівного складу Військово-Медичної Академії в Санкт-Петербурзі. В 1985 p. йому присвоєно військове звання — полковник медичної служби.
Автор 24 друкованих науково-практичних робіт, патенту на винахід. В 1988 p. удостоєний звання «Заслужений лікар України». У 1986 p. брав безпосередню участь у ліквідації наслідків аварії на Чорнобильській АЕС. В 1990 p. був обраний депутатом Львівської міської Ради, а у січні 1993 p. — головою постійної депутатської комісії з питань охорони здоров'я та соціального забезпечення. В 1994 p. балотувався на посаду Голови Львівської міської Ради. Того ж року обраний депутатом Львівської обласної Ради.
З 1992 p. по 1994 p. був головою Українського лікарського товариства у Львові. В 1995 p. обраний головою міжрегіонального громадського об'єднання «Організація патріотів України» (ОПУ). На даний час обіймає посаду начальника діагностичного центру 1120 Окружного військового шпиталю — головного рентгенолога Прикарпатського військового округу. Одружений, має доньку.
Заступником голови УЛТ номіновано д-ра Ярему Возницю. Редактором «Народного здоров'я» і головою видавничої комісії номіновано д-ра Ю. Гаврилюка. Кваліфікаційно-кадрову комісію очолила Дзвінка Хома, історико-архівну — д-p Звенислава Гельнер, комісію по зв'язках з іншими товариствами і координації наукових досліджень — проф. Михайло Лоба, керуючим справами УЛТ згодом став д-p Юрій Копилюк. Секретар д-p Д. Сольман і скарбник д-p Ігор Герило продовжили виконання своїх функцій.
Під час каденції остаточно налагоджено правове оформлення осідку УЛТ і музею Галицької медицини в будинку Мар'яна Панчишина, в 1993 p. проведено конференцію до 50-ї річниці з дня його смерті, заініційовано побудову пам'ятника народному професорові М. Панчишину. Делегація УЛТ брала участь у V Конгресі СФУЛТ (Дніпропетровськ) і конференції ВУЛТ.

### Діяльність Управи третьої каденції 1994—1996 pp.
Звітно-виборна конференція УЛТ 1994 p. обрала головою товариства проф. Михайла Лобу. До складу Управи ввійшли: О. Біленька, Д. Гельнер, О. Іванців, І. Ільницький, Б. Ковалів, Л. Криштальська, В. Кузніцкий, P. Манастирський, Л. Миколишин, Л. Ней-Гоцко, Г. Поліщук, О. Рудавська, P. Сендецька, Я. Яцкевич.
Голова Українського лікарського товариства у Львові, доктор медичних наук професор бл.п. Михайло-Петро Лоба. Його життєвий шлях був нелегким, сповненим щоденної самовідданої праці та посвяти. Народився 30 червня 1937 p. в селі Шоломия поблизу Львова, наймолодший у багатодітній родині, рано втратив батьків. Після навчання в сільській школі обрав своїм фахом медицину і власною наполегливістю здобув право бути серед студентів Львівського медичного інституту. Після отримання диплому лікаря з відзнакою з 1960 по 1968 роки працював лікарем-хірургом у містечку Бібрка, згодом вирішив вчитися далі, пройшовши в 1968—1970 pp. навчання у клінічній ординатурі своєї Alma mater.
Подальше становлення професора М. Лоби як визначного хірурга, талановитого педагога і непересічного громадського діяча пов'язане з відділенням судинної хірургії Львівської обласної клінічної лікарні і кафедрою шпитальної хірургії Львівського державного медичного університету. Тут він захистив кандидатську (1974) і докторську (1989) дисертації, став асистентом (1973), доцентом (1980), професором кафедри (1990) і в 1991 році очолив кафедру, на якій працював до останніх днів і створив власну наукову школу.
Науковий доробок проф. М. Лоби налічує один винахід і понад 120 праць на теми, пов'язані із хімічними опіками шлунка, гострою і хронічною ішемією нижніх кінцівок, аортальними аневризмами, лімфатичною едемою, хронічною вісцеральною ішемією і синдромом ендотоксемії у пацієнтів із перитонітом, ішемією і діабетом. Проф. М. Лобу внесли до міжнародної колегії хірургів.
Від часу відновлення діяльності в 1990 p. проф. М. Лоба активно долучився до праці в Українському лікарському товаристві у Львові. З 1992 p. він був обраний членом Головної Управи, з 1994 p. став головою товариства, переобраний на другу каденцію в 1996 p. Працюючи як голова УЛТ у Львові, долучився до зросту авторитету товариства зміцнення його зв'язків із ВУЛТ і СФУЛТ. У лютому 1997 p. заразився гепатитом «В» від пацієнта під час операції пересадження нирки, згодом важко захворів і помер 17 серпня 1997 року. Похований на цвинтарі в рідному селі Шоломия поблизу Звенигорода.
Секретарем УЛТ номіновано д-ра Лідію Миколишин, скарбником — д-ра Ігоря Солонинка. Редактором «Народного здоров'я» продовжував працювати д-p Юрій Гаврилюк, кооптований до складу Управи в 1995 p. Кваліфікаційно-кадрову комісію очолила д-р Любов Ней-Гоцко, лікувально-профілактичну — доц. Роман Манастирський.
За час діяльности Управи розроблено й затверджено Етичний кодекс лікаря, виконано ремонт приміщення осідку, встановлено постійну експозицію музею Галицької медицини, активізовано діяльність в справі атестації лікарів, проведення наукових конференцій. Делегація УЛТ взяла участь у роботі VI Конгресу СФУЛТ (Одеса). Відновлено діяльність «Студентської медичної громади», відкрито бібліотеку УЛТ з доброчинних надходжень УЛТПА (д-p П. Пундій) та інших товариств і доброчинців.

### Діяльність Управи четвертої каденції (1996—1998 pp.)
Управа УЛТ у Львові. На звітно-виборній конференції УЛТ у листопаді 1996 p. проф. Михайла Лобу вдруге обрано головою УЛТ. До складу Управи ввійшли: д.м.н. Юрій Гаврилюк (перший заступник голови УЛТ, головний редактор часопису «Народне здоров'я»), д-p Богдан Надрага (заступник голови), д-ри О. Біленька, Й. Голик, Л. Гоцко-Ней, Л. Заграй, О. Іванців, І. Ільницький, А. Кравець, О. Коритко, Л. Криштальська, І. Солонинко (скарбник), Д. Сольман (секретар), Р. Феник, Д. Чайківська, Я. Шпарик, З. Гельнер, А. Горак, М. Струк, Р. Монастирський. Суд лікарської чести очолив д.м.н. проф. Д. Макар. Клуб ім. Ю.Липи — P. Сендецька.
У травні 1997 p. після повернення з конференції ВУЛТ у м. Києві проф. М. Лоба важко захворів. Повноваження в.о. голови передані д.м.н. Юрію Гаврилюку.
Д.м.н. Юрій Гаврилюк народився 1 червня 1960 р. у м. Львові в сім'ї службовців. Дружина Анна Гаврилюк (до шлюбу Стефанюк) — лікар-імунолог ЛОДЦ.
Середню освіту здобув у Львівській СШ № 53, яку закінчив із золотою медаллю (1977 р.). Закінчив з відзнакою педіатричний факультет ЛДМІ. Спеціалізацію здобував у м. Москві, навчаючись з 1983 по 1986 рр. в аспірантурі Інституту медичної генетики Академії медичних наук тодішнього СРСР за спеціальністю «медична генетика». Виконав і захистив наукову працю «Медико-генетичне консультування при мутагенних впливах», за яку І987 р. здобув науковий ступінь і диплом кандидата медичних наук за спеціальністю «генетика». З 1986 р. працював у Львівському НДІ спадкової патології на різних посадах: з листопада 1986 р. по квітень 1987 р. — лікарем медико-генетичної консультативної поліклініки; з травня по серпень 1987 р. — молодшим науковим працівником відділу медичної генетики; з серпня 1987 р. по грудень 1988 р. — старшим науковим працівником відділу медичної генетики. Був членом президії Українського наукового товариства медичних генетиків (з 1988 р.), членом ревізійної комісії Українського наукового товариства генетиків і селекціонерів, головою секції генетики людини Львівського відділення товариства. З січня 1989 р. — керівником відділу епідеміології вродженої та спадкової патології. З листопада 1992 р. — заступник директора інституту з наукової роботи.
В 1998 р. захистив докторську дисертацію. 1995 р. обраний заступником голови Українського наукового товариства медичних генетиків. Опублікував понад 100 наукових праць. 1991 р. отримав від Вищої атестаційної колегії в Москві наукове звання і атестат старшого наукового співробітника. Вільно володів, крім рідної, англійською, польською, російською мовами. Брав участь у багатьох наукових конференціях, симпозіумах і з'їздах, в тому числі міжнародних. Головував на секційних засіданнях українських з'їздів генетиків.
Юрій Гаврилюк був членом Головної управи УЛТ у Львові двох каденцій (1990—1992, 1992—1994 рр.). З 1992 р. — голова видавничої комісії УЛТ, головний редактор часопису «Народне здоров'я». Був головою УЛТ у Львові з 1997 року. Передчасно помер після важкої хвороби 24 березня 2000 року. Похований на Личаківському цвинтарі.
Надраґа Богдан-Евген. Після смерти голови УЛТ д-ра Ю.Гаврилюка — в.о. голови товариства від березня 2000 р. прийняв д-р. Богдан Надрага. Народився у Львові 24 березня 1922 року в сім'ї службовців. Батько — адвокат, професор Українського (таємного) університету, надзвичайний професор Богословської академії, доцент Львівського університету ім. І. Франка, доцент, член НТШ. Мати — др. Теодозія Туна-Надрага (1893—1976 рр.) — лікар-педіатр Народної лічниці, Порадні матерів, член УЛТ з 1920 року. Дружина і син — лікарі-педіатри. Після закінчення філії Академічної гімназії у Львові навчався на лікувальному факультеті Львівського медичного Інституту, який закінчив 1945 року. З 1945 р. по жовтень 1947 р. — аспірант кафедри нормальної фізіології ЛДМІ. Депортований в Сибір (21.10.1947 р.) разом із батьками і сестрою — студенткою університету. В м. Анжеро-Судженську Кемеровської області працював спершу на фізичних роботах, а з січня 1948 р. — педіатром у місцевих дитячих консультаціях. Після звільнення із спецпоселення, не маючи дозволу на працевлаштування у Львові, працював у м. Самборі: з 1959 р. — у міській дитячій лікарні, а згодом — головним лікарем цієї лікарні (1966—1983 рр.). У жовтні 1989 р. реабілітований (батьки — посмертно). З 1993 р. проживає у Львові, працює лікарем-методистом ЛОДКЛ. Член товариства політв'язнів і репресованих. З 1993 р. по 1995 р. — головний лікар Народної лічниці ім. Митрополита А. Шептицького.
Член УЛТ у Львові з 1990 р. Голова суду лікарської честі (1992—1996 рр.), член Головної управи УЛТ у Львові (1996—2000 рр.) і перший заступник голови УЛТ (з 1998 р.). Почесний член УЛТ з 1996 року.
Богдан Соловій. Голова Українського лікарського товариства у Львові з 2001 по 2004 рр. Народився 6 липня 1945 р. у с. Гребінці Жовківського району Львівської області в робітничій сім'ї. Закінчив середню школу № 7 м. Львова (1963 р.), Львівський медичний інститут (1971 р.). Працював хірургом Сокальської ЦРЛ. З 1983 р. — завідувач хірургічного відділу Львівського обласного госпіталю для інвалідів війни та репресованих. Має вищу категорію з хірургії. Автор 8 публікацій зі спеціальності. З 1998 р. — член Головної управи УЛТ у Львові, голова комісії з питань національної політики здоров'я.
Ігор Герич. Голова Українського лікарського товариства у Львові з 2004 по 2009 рр. Народився 15 жовтня 1961 р. у м. Турка Львівської області. Закінчив Львівський медичний інститут (1984 р.). Працював хірургом, учасник бойових дій в Афганістані. З квітня 1991  р. — викладач  Львівського національного медичного університету ім. Данила Галицького. З 2005 до 2008 р. — завідувач Головного управління охорони здоров'я Львівської обласної державної адміністрації. Автор понад 350 публікацій. Доктор медичних наук, професор.
Андрій Базилевич. Голова УЛТ у Львові 2009 -2013 р. Народився 15 січня 1967 р. у м. Львові. Закінчив з відзнакою Львівський медінститут (1989 р.), клінічну ординатуру (1991 р.). З 1991 р. — асистент кафедри пропедевтики внутрішніх хвороб ЛНМУ, кандидат медичних наук (1999 р.), магістр державного управління. З 2000 р. очолює сектор управління охороною здоров'я кафедри державного управління та місцевого самоврядування Львівського регіонального інституту державного управління Національної академії державного управління при Президентові України. З 2002 р. — доцент кафедри пропедевтики внутрішньої медицини № 1 Львівського національного медичного університету імені Данила Галицького. Автор близько 150 наукових і навчально-методичних праць. Член правління ВУЛТ (2007 р.) Член Громадської ради при МОЗ України (з 2010 р.).
Володимир Семенів. Голова УЛТуЛ з 2013 р. Народився 26 січня 1962 р. Член Клубу Левів (з 2004 р. ) Закінчив з відзнакою Львівський медінститут (1986), клінічну ординатуру (1988), медичну школу університету міста Піза (1996). Адміністратор (200—2002), керівник медичної частини (2002—2013) Шпиталю ім. Андрея Шептицького у Львові. Член Громадської Ради при ЛОДА (2013). Автор 29 друкованих праць. Фахівець з терапії, УЗД і кардіології, перекладач Упорядник книг «Дурні діти» і «Іван Куровець. Лицар галицької медицини» і численних статей на тему історії медицини в Галичині.

## Голови УЛТ
- Євген Озаркевич (1910—1911, 1913, 1914)
- Сильвестер Дрималик (1912, 1921)
- Іван Куровець (1920, 1922)
- Іван Бережницький (1923)
- Мирон Вахнянин (1924)
- Максим Музика (1925, 1927, 1930)
- Тит Бурачинський (1926, 1928, 1929, 1933, 1935)
- Олександр Подолинський (1931, 1932)
- Леонтій Максимонько (1934)
- Мар'ян Панчишин (1938)
- Андрій Базилевич (2009—2013)
- Володимир Семенів (2013—2017)
- Олег Дуда (2017-…)